# Сан Зеноне ал Ламбро
Сан Зеноне ал Ламбро (итал. San Zenone al Lambro) је насеље у Италији у округу Милано, региону Ломбардија.
Према процени из 2011. у насељу је живело 3203 становника. Насеље се налази на надморској висини од 84 м.

## Становништво
Према резултатима пописа становништва 2011. у општини је живело 4.186 становника.
| 1931. | 1936. | 1951. | 1961. | 1971. | 1981. | 1991. | 2001. | 2011. |
| ----- | ----- | ----- | ----- | ----- | ----- | ----- | ----- | ----- |
| 1.320 | 1.297 | 1.455 | 1.367 | 1.027 | 1.697 | 2.751 | 3.446 | 4.186 |